# مرتضی‌گرد
مرتضی‌گرد (دیار آزادگان)، شهری از توابع بخش آفتاب شهرستان تهران در استان تهران ایران است. این شهر در نزدیکی منطقه ۱۹ تهران و مجاورت بزرگراه آزادگان غرب به شرق قرار دارد.
مرتضی‌گرد شهرکی مسکونی و صنعتی است که به بورس مبلمان و سرویس خواب معروف است. بیشتر ساکنان آن را مهاجران افغان و دیگر کشورهای همسایه تشکیل می‌دهند.
مرتضی‌گرد در اصل شهرکی به اسم روستا است که زیر نظر دهیاری و شورای اسلامی فعالیت می‌کند و از خدمات شهری و شهرداری برخوردار نیست.
مرتضی گرد در حقیقت به دلیل جمعیت زیاد بزرگ‌ترین روستای کشور ایران است که در حاشیه تهران قرار گرفته است. عمده مشکلات این منطقه در صورت تبدیل روستا به شهر و استقرار شهرداری تا حد زیادی حل خواهد شد.
مردم این شهرک با تهیه طوماری درخواست تغییر اسم این منطقه به دیار آزادگان (به دلیل نزدیکی به بزرگراه آزادگان و وجود انسان‌های آزاده در این منطقه) را مطرح کرده‌اند.
جمعیت آن ۳٬۵۵۶ نفر (۸۳۷خانوار) بوده است که سپس ۶۳ هزار نفر و پس از آن در سال ۱۴۰۳ بیش از ۱۰۲ هزار نفر گزارش شده است و در حال حاضر جعیت این منطقه بالای ۱۰۰ هزار نفر است.

## بزرگ‌ترین روستای ایران
مرتضی گرد (دیار آزادگان) بزرگ‌ترین روستای کشور با جمعیتی حدود ۱۰۰ هزار نفر (اتباع مهاجر و ایرانیان ساکن و شناور روزانه) در نزدیک‌ترین حالت ممکن به شهر تهران واقع شده است، این روستا قدمتی تاریخی دارد و بنابر شنیده‌ها در زمان‌های دور قلعه‌ای به نام «مرتضی کُرد» در این محل بر سر راه کارون‌ها بوده است و به همین دلیل در گذر زمان این منطقه به مرتضی گرد معروف شده است و برخی به شوخی معتقد هستند این منطقه خواهر سوسنگرد است.
مرتضی گرد به دلیل موقعیت جغرافیایی (نزدیکی به تهران) و وجود کارگاه‌های مختلف تولیدی و صنعتی به خصوص مبل و لوازم اداری در طی سالیان اخیر محل مناسبی برای سکونت مهاجرین از اقصی نقاط کشور و حتی اتباع خارجی شده است، وجود مهاجرین باعث شده است در این منطقه ساخت و ساز رونق ویژه‌ای داشته باشد و نیازهای عمومی برای تأمین مسکن و حضور افراد و اشخاص سودجو زمینه را برای فعالیت برخی از متخلفین هموار نموده بود تا جایی که شبانه شاهد ساخت و سازهای غیرمجاز بدون رعایت اصول و قواعد شهرسازی بودیم.
همین نکته این منطقه را از منظر مدیریت شهری آسیب‌پذیر و مستعد بروز بحران‌های اجتماعی کرده است. چرا که سکونت افراد و اشخاص به دلیل عدم رعایت اصول و قواعد شهرسازی از جمله طرح هادی تا اندازه‌ای پیش رفته است که فقر سرانه‌های عمومی باعث آزار و اذیت عموم مردم است و حتی در اغلب اوقات تأمین آب و گاز و برق به مشکل برخورد می‌کند.

## بازار مبل مرتضی گرد (دیارآزادگان)
مرتضی گرد به دلیل نزدیکی به تهران و برخورداری از کارگاه‌های متعدد مبل سازی به مرور زمان تبدیل به محلی برای عرضه انواع مبل و لوازم اداری در سطح استان تهران شده است و روزانه تعداد زیادی از خانواده‌های برای تهیه مبل و لوازم اداری به این منطقه تردد می‌کنند، مزیت این منطقه بر سایر فروشگاه‌های تهران ارزان بودن کار و سرعت در ارائه خدمات و ملزومات مرتبط با مبل است.
مرتضی گرد تعداد زیادی تولیدی و کارگاه را دل خود جای داده است. مرتضی گرد به دلیل واقع شدن در اتوبان آزاداگان دسترسی راحتی دارد. دسترسی آسان به جاده‌های اصلی و نزدیکی به تهران، از مرتضی گرد مکانی مناسب برای کارگاه‌ها و تولیدی‌های مبلمان و چوب ساخته است. در مرتضی‌گرد، کارگاه‌های تولیدی مختلفی وجود دارد که در زمینه‌های مختلفی از جمله مبلمان، لوازم خانگی، پوشاک، و محصولات فلزی فعالیت می‌کنند. یکی از ویژگی‌های بازار مبل مرتضی گرد به نسبت دیگر بازارهای مبل، وجود کارگاه‌های کوچک و متوسط و خانگی است که محصولات چوبی را با قیمت‌های نسبتاً پایین تولید می‌کنند.
در مرتضی گرد تمام آنچه که از سرویس چوب و لوازم چوب منزل نیاز دارید، خواهید یافت. در واقع مرتضی گرد یکی از بازارهای تولیدی مبلمان است که به‌همین دلیل شرایط مناسب‌تری برای خرید مبلمان دارد. ممکن است شما بتوانید انواع مبلمان از جمله مبل راحتی، مبل اداری مناسب را با قیمت مقرون‌به‌صرفه پیدا کنید که در دیگر بازارها نمی‌توانستید خریداری کنید. در مرتضی گرد مغازه و پاساژهای مختلفی وجود دارند که مبلمان راحتی و استیل را به‌فروش می‌رسانند.

### ساعت کاری بازار مبل مرتضی گرد
معمولاً ساعت کاری در بازار مرتضی گرد در روزهای کاری هفته از ساعت ۱۰ صبح تا ۹ شب است. البته که اگر مغازه خاصی را درنظر دارید بهتر است با آن تماس بگیرید تا از زمان باز بودن مغازه اطمینان حاصل کنید. در بازار مبل مرتضی گرد انواع مغازه‌ها و انواع کارگاه و تولیدی‌ها را می‌توانید پیدا کنید که هرکدام نوعی از مبل را تولید و عرضه می‌کنند. همچنین می‌توانید مبل یا لوازم اداری مانند صندلی اداری، میز اداری، کتابخانه، قفسه و انواع میز پذیرایی را نیز مشاهده کنید. به‌همین منظور می‌توانید پس از اتمام ساعت کاری خود یعنی بعد از گذشت ساعت ۵ نیز به مرتضی گرد برسید.
معمولاً از تهران تا مرتضی گرد حداقل ۴۵ دقیقه و درصورتی که ترافیک باشد و مسیر شما طولانی باشد، حداکثر ۲ ساعت طول می‌کشد. همان‌طور که گفتیم این ساعت کاری ممکن است برای برخی از تولیدی‌ها یا مغازه‌ها تغییر کند. در آخر هفته نیز ساعت کاری در بازار مرتضی گرد از ۱۰–۱۱ صبح تا ۴ بعد از ظهر است. همچنین ممکن است ساعت کاری در روزهای پنج‌شنبه و جمعه از ساعت ۹ صبح تا ۸–۹ شب نیز باشد. در برخی موارد خاص و تعطیلات یا ایام نزدیک به عید این ساعت کاری بیشتر می‌شود و ممکن است تا ساعت ۱۰ شب نیز باز باشند و تا کالاهای خود را به‌فروش برسانند. اما در بهترین حالت چه در روزهای کاری و چه در آخر هفته توصیه می‌کنیم مابین ساعت ۱۱ تا ۴ به مرتضی گرد بروید.

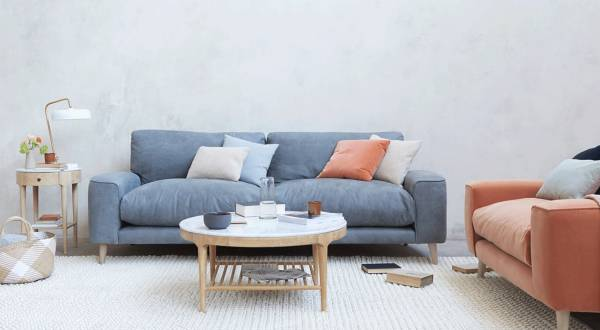

### خرید مبلمان در مرتضی گرد
مرتضی‌گرد، یکی از مناطق حاشیه‌ای تهران، به عنوان یک مرکز عرضه مبلمان و محصولات مرتبط شناخته می‌شود. این منطقه دارای تنوع گسترده‌ای از گزینه‌های خرید مبلمان است. فروشگاه‌های متعدد در مرتضی‌گرد انواع مبلمان با سبک‌ها و طرح‌های مختلف را ارائه می‌دهند. در بازار مبل مرتضی‌گرد می‌توانید انواع مبلمان، از مدل‌های کلاسیک و سلطنتی تا طرح‌های مدرن و مینیمالیستی، را پیدا کنید. قیمت‌های مبلمان در این منطقه به‌طور کلی مناسب‌تر از مناطق مرکزی تهران است، اما با این حال کیفیت محصولات نیز متنوع است؛ یعنی ممکن است یک مبل راحتی با کیفیت خوب و یک مبل استیل با کیفیت متوسط را ببینید.
بنابراین، پیش از خرید، بهتر است به چندین فروشگاه و مغازه سر بزنید و از نزدیک کیفیت و قیمت‌ها را مقایسه کنید. برخی از تولیدی‌ها نیز هستند که تغییراتی که شما می‌خواهید را اعمال می‌کنند. بسیاری از فروشگاه‌ها امکان سفارشی‌سازی مبلمان را نیز فراهم می‌کنند، به طوری که می‌توانید رنگ، جنس و ابعاد مورد نظر خود را انتخاب کنید. به‌علاوه، اگر به دنبال مبلمان دست دوم یا کارکرده با قیمت مناسب هستید، مرتضی‌گرد می‌تواند گزینهٔ خوبی باشد. برخی از فروشگاه‌ها و مراکز خرید در این منطقه، مبلمان‌های دست دوم را با قیمت‌های بسیار مناسب ارائه می‌دهند که این می‌تواند گزینه‌ای اقتصادی برای خریداران باشد. خصوصاً برای خرید صندلی و مبل و نیمکت‌های اداری یا نشیمن‌های مخصوص برای حیاط و باغ نیز یک بازار مناسب محسوب می‌شود.

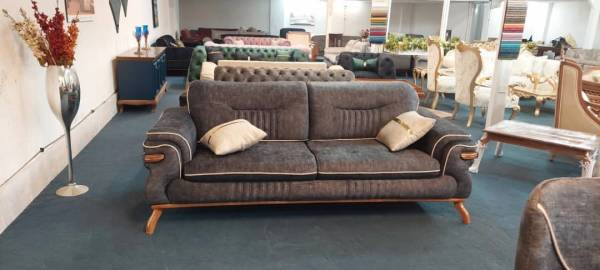
بازار مبل مرتضی گرد (دیار آزادگان)

## مشکلات شهر مرتضی گرد (شهر آزادگان)
این منطقه در یک مساحت حدود ۱۳۶ هکتاری واقع شده است و عملاً دهیاری در قالب طرح هادی اجازه مدیریت در این ۱۳۶ هکتار را دارد در حالی که بعضاً برای تأمین نیازهای عمومی مثل حل مشکل ترافیک شهری، تعریض معابر عمومی، تملک و… نیاز است برای این منظور تا نظر بخشداری و فرمانداری و سایر نهادها نیز تأمین شود و کار پیچیده خواهد شد در سالیان گذشته دهیاری با توجه به شرایط نتوانست مانع ساخت و سازهای غیرمجاز بشود و تراکم جمعیت زیادی در منطقه به وجود آمده است. در حال حاضر دهیاری توانسته با همراهی و همکاری نهادهای مختلف به خصوص دستگاه قضایی قدرت اجرایی برای مقابله با ساخت و ساز غیرمجاز داشته باشد و این موضوع را کنترل نماید اگر چه هنوز هم برخی سودجویان به طرق مختلف قانون را دور می‌زنند.
تأمین امنیت عمومی:

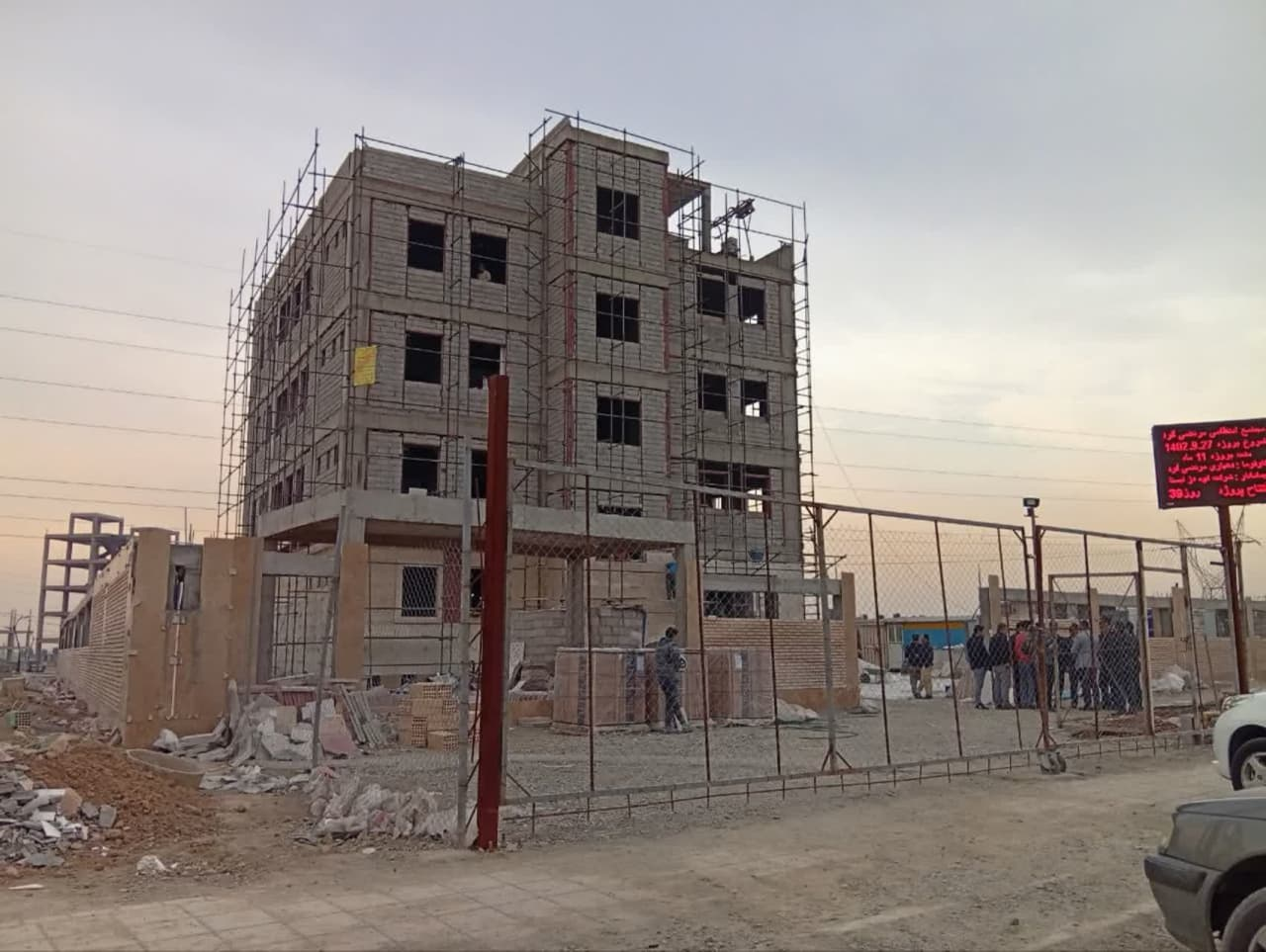
[https://maemannews.com/product/هفته-نامه-مامن/ https://eitaa.com/Morteza_Gerd_Azadegan/74

علی‌رغم جمعیت زیاد و وجود کارگاه‌های مختلف تولیدی شهر مرتضی گرد مرکز انتظامی نداشته است در حال حاضر دهیاری در حال ساخت یک مرکز انتظامی برای این شهر است.
هدایت آب‌های سطحی:
آبهای سطحی و فقدان زیرساخت برای جمع‌آوری آن از مشکلات این منطقه از قدیم بوده است. دهیاری برای هدایت آب‌های سطحی و ارتقا سطح بهداشت عمومی بااسفاده از کارشناسان دانشگاه امیرکبیر تهران طرحی را آماده اجرا کرده است که در نتیجه این طرح بهداشت عمومی مردم و منطقه بهتر از قبل خواهد شد و بیماری و حیوانات موذی به حداقل ممکن خواهد رسید.
راهکار حل معضل ترافیک:
یکی دیگر از مشکلات شهر مرتضی گرد ترافیک شدید تنها مسیر تردد این شهر است، یکی از مشکلات عمده در سطح منطقه وجود سد معبر توسط برخی از افراد، پارک دوبل خودرو، کم توجهی به قوانین و مقررات عمومی و… است، دهیاری طرح‌های متعدد مانند تعریض خیابان و گشودن گره ترافیکی و بن‌بست شهری را پیگیری می‌کند تا با بازگشایی مسیر به بزرگراه خلیج فارس و سایر مسیرهای دیگر بن‌بست منطقه را حل کند تا گره‌های ترافیکی به کمترین حد ممکن کاهش پیدا کند. بازگشایی مسیر خیابان فرهمند و تعریض جاده ارتباطی پلائین از جمله سایر مواردی است که در دستور کار است و امیدواریم با همراهی بنیاد مسکن و سایر ادارات و نهادها در سال ۱۴۰۴ شاهد تعریض این جاده هم باشیم.

## جمعیت
این روستا که جمعیتی در سطح شهر پیدا کرده در دهستان خلازیر قرار دارد و براساس سرشماری مرکز آمار ایران در سال ۱۳۸۵، جمعیت آن ۳٬۵۵۶ نفر (۸۳۷خانوار) بوده است که سپس ۶۳ هزار نفر و پس از آن در سال ۱۴۰۳ بیش از ۱۰۲ هزار نفر گزارش شده است.

## موضوع الحاق به محدوده تهران
مرتضی‌گرد به دلیل تراکم بالای جمعیت و ساخت‌وسازهای غیراصولی، نیاز به ساماندهی پیش از هرگونه الحاق دارد. لایحه الحاق این سکونتگاه‌ها با اکثریت آراء رد شد و مقرر شد تدابیر دیگری برای مدیریت این مناطق در نظر گرفته شود.
در جلسه ۴ آذر ۱۴۰۳ شورای شهر تهران، بررسی لایحه‌ای دربارهٔ الحاق سکونتگاه‌های مرتضی‌گرد، صالح‌آباد غربی و شرقی، و شهرک رسالت به محدوده شهر تهران مطرح شد. این لایحه که به دلیل افزایش جمعیت و مسائل زیرساختی این مناطق ارائه شده بود، با ۱۴ رأی مخالف از سوی اعضای شورا رد شد.
دلایل ارائه لایحه:
- جمعیت مرتضی‌گرد از ۶۳ هزار به بیش از ۱۰۲ هزار نفر افزایش یافته است. صالح‌آباد غربی و شرقی نیز رشد جمعیتی قابل‌توجهی را تجربه کرده‌اند.
- مشکلات زیرساختی: این سکونتگاه‌ها فاقد زیرساخت‌های کافی و ایمنی هستند و مشکلات ناشی از آن‌ها به تهران سرریز می‌شود.
- ساخت‌وسازهای بی‌رویه: به گفته اعضای شورا، در این مناطق ساخت‌وسازهای غیراصولی و ناپایدار با سرعت بالا انجام می‌شود که تهدیدی جدی برای ساکنان است.

## معرفی دهیار و اعضای شورای شهر
در سال ۱۴۰۴ مهندس مهدی محمدی به عنوان دهیار این منطقه است.
اعضای شورای اسلامی عبارتند از؛

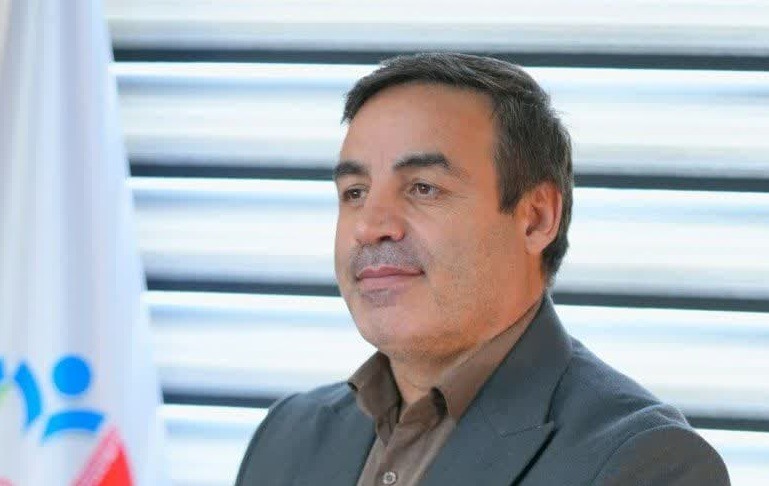
محبوب رضایی عضو شورای اسلامی شهر مرتضی گرد (آزادگان)

محبوب رضایی، غفار محمدی، سعید صادق پور، جواد نوری و سینا حسن پور

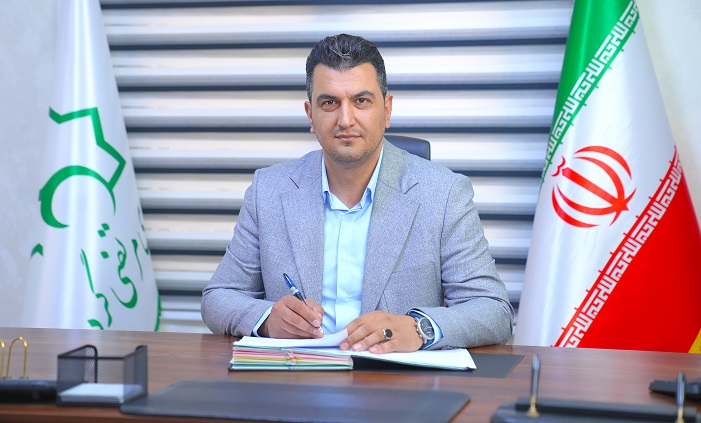
مهدی محمدی دهیار بزرگ‌ترین روستای ایران مرتضی گرد (شهرآزادگان)

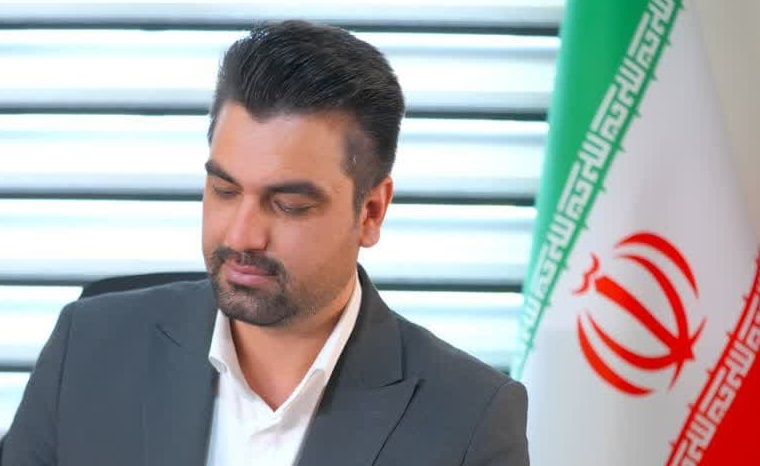
غفار محمدی عضو شورای مرتضی گرد (شهرآزادگان)

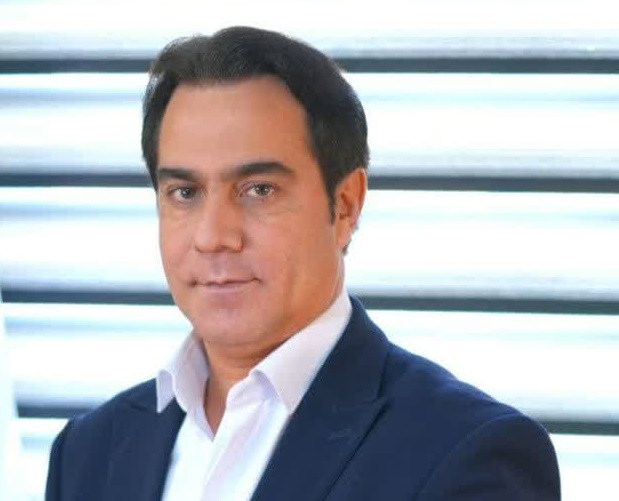
جواد نوری عضو شورای اسلامی مرتضی گر (شهرآزادگان)

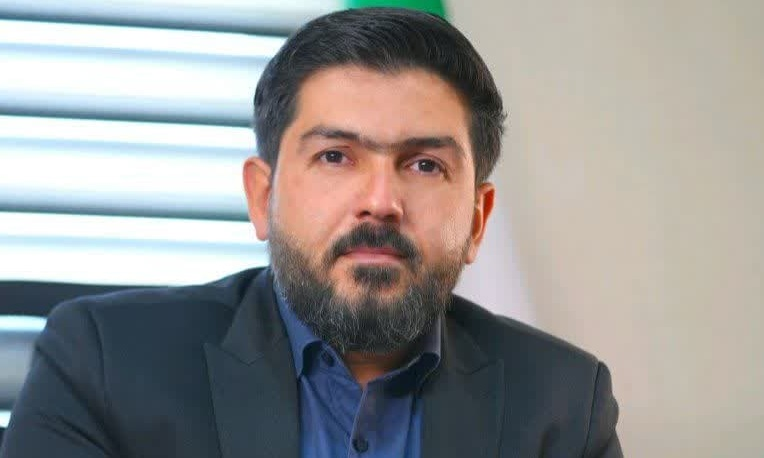
سعید صادق پور عضو شورای مرتضی گرد

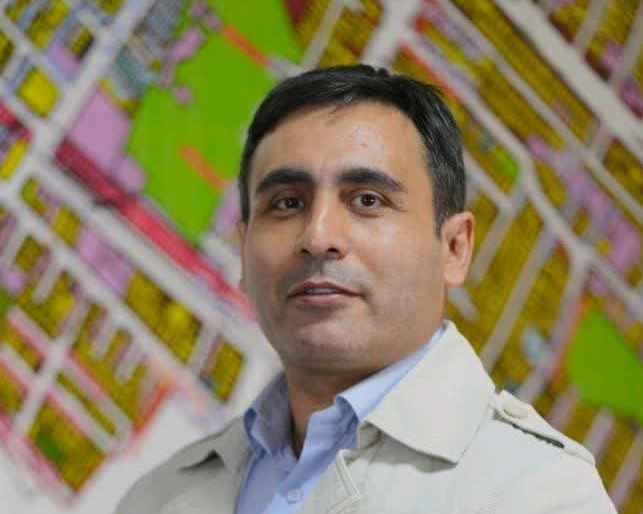
سینا حسن پور عضو شورای مرتضی گرد (شهرآزادگان)